# Алишкин, Степан Григорьевич
Степан Григорьевич Алишкин (10 января 1892 года, с. Зарудня, Рязанская губерния — 8 ноября 1956 года, с. Мячково, Московская область) — председатель колхоза, один из инициаторов всенародного движения по сбору средств в Фонд обороны в период Великой Отечественной войны.

## Биография
Родился в селе Зарудня в крестьянской семье 10 января 1892 года, русский. Начал работать по найму на сельхозработах с 12-летнего возраста.

### В Первую мировую и гражданскую
Участвовал в Первой мировой войне (воевал в Галиции, в Карпатских горах, участвовал в Брусиловском прорыве. Был ранен пулей в грудь, попал в австрийский плен, но сумел бежать. В гражданскую войну воевал в составе Красной Армии с белогвардейцами и интервентами на Дону, Кубани, Кавказе. После войны вернулся на малую родину.

### Участник колхозного движения
После переезда в Московскую область, в село Мячково Коломенского района, был выдвинут районными властями и в 1934 году избран председателем колхоза. Алишкину удалось заслужить авторитет у колхозников. К концу 30-х годов колхоз имени Димитрова развился и стал одним из ведущих в районе. В 1937 году по ложному обвинению был арестован, но в декабре того же года выпущен из-под стражи. Работал сапожником в мастерской в Коломне. В колхоз вернулся, когда сняли с него судимость. Вновь был избран председателем.

### Во время Великой Отечественной войны
Вызвался добровольцем на фронт, но получил отказ и был оставлен на должности из-за возраста и дефицита руководящих кадров.
29 июля 1941 года в газете «Правда» был опубликован обзор писем под заголовком «Трудящиеся предлагают создать фонд обороны». Спустя три дня в передовой статье этой газеты «Фонд обороны — новое проявление советского патриотизма» были даны уже практические указания: «Фонд обороны возник стихийно. Ему надо придать соответствующие организационные формы — об этом должны позаботиться партийные, профсоюзные и комсомольские организации». Движение за создание фонда обороны получило всестороннюю поддержку как свидетельство всенародной патриотической поддержки Красной армии в её борьбе с немецко-фашистскими захватчиками, свидетельство единства фронта и тыла.
В декабре 1942 года, в крайне трудное время в ходе Сталинградской битвы, когда решался перелом войны, на местах возникла идея о постройке общей танковой колонны «Московский колхозник», которая была одобрена и поддержана Московским обкомом ВКП(б).
Сбор денежных средств проходил в ноябре — декабре 1942 и январе 1943 года. Колхозники Ленинского района собрали и перечислили на постройку танковой колонны более 4 млн. рублей, Раменского района — свыше 3 млн. рублей, Кунцевского района — около 2,5 млн. рублей.
Колхозники села Мячкова сдали в фонд обороны 350 тысяч рублей на строительство танковой колонны «Московский колхозник». Сам председатель колхоза С. Г. Алишкин с супругой Марией Андреевной пожертвовали 125.000 рублей.
С. Г. Алишин послал телеграмму в Москву Верховному Главнокомандующему, в которой рассказал о своем взносе и попросил построить на эти деньги танк. Она была перепечатана в «Правде». А на следующий день там появилось ответное письмо за подписью И. В. Сталина, с благодарностью председателя колхоза им. Димитрова Степана Григорьевича Алишкина за «заботу о бронетанковых силах Красной Армии».
На эти деньги был построен танк, экипаж которого под командованием старшего лейтенанта М. Н. Пронина бил врага во многих сражениях, в общей сложности пройдя по дорогам войны 1400 километров. На башне была надпись «Подарок Красной Армии от колхозника Степана Алишкина».
Умер 8 ноября 1956 года в селе Мячково.

## Память
В феврале 1987 года в селе Мячкове на доме, где жили Алишкины, была открыта мемориальная доска.
8 мая 1996 года на могиле Алишкиных на Мячковском кладбище состоялось открытие мраморного памятника на средства администрации Коломенского района и Никульского сельского округа.